# Тьюис, Лорен
Лорен Тьюис (Твис; англ. Lauren Tewes, /twiːs/, род. 26 октября 1953) — американская актриса.
Лорен Тьюис наиболее известна по своей роли Джули Маккой в длительном комедийном телесериале «Лодка любви», в котором она снималась с 1977 по 1987 год и была номинирована на премию «Золотой глобус» за лучшую женскую роль второго плана — мини-сериал, телесериал или телефильм в 1982 году. Пробуясь на роль в шоу она выиграла её, опередив более ста актрис.
В 1984 году Тьюис оказалась в центре скандала когда общественность узнала, что она употребляет кокаин. Она была уволена из сериала, однако вернулась в него в следующем году. После завершения шоу карьера Тьюис пошла на спад и она в основном появлялась в эпизодах различных сериалов, а также в независимых фильмах «Поколение DOOM» и «Нигде».